# Ácido nítrico fumegante vermelho
O ácido nítrico fumegante vermelho (RFNA do inglês: Red Fuming Nitric Acid), é um oxidante armazenável usado como combustível de foguete. Ele consiste de 84% de ácido nítrico (HNO3), 13% de tetróxido de dinitrogênio (N2O4) e 1-2% de água.
Normalmente ele é usado em conjunto com um inibidor, (com várias, as vezes secretas, formulações, que incluem ácido fluorídrico); qualquer dessas combinações é chamada de "RFNA inibida" (IRFNA), porque o ácido nítrico ataca a maioria dos materias com os quais os reservatórios são fabricados.

## Composições
- IRFNA IIIa: 83.4% HNO3, 14% NO2, 2% H2O, 0.6% HF
- IRFNA IV HDA: 54.3% HNO3, 44% NO2, 1% H2O, 0.7% HF
- S-Stoff: 96% HNO3, 4% FeCl3
- SV-Stoff: 94% HNO3, 6% N2O4
- AK20: 80% HNO3, 20% N2O4
- AK20F: 80% HNO3, 20% N2O4
- AK20I: 80% HNO3, 20% N2O4
- AK20K: 80% HNO3, 20% N2O4
- AK27I: 73% HNO3, 27% N2O4
- AK27P: 73% HNO3, 27% N2O4